# Islote Chico
Die Islote Chico (von spanisch islote ‚Inselchen‘ und spanisch chico ‚klein‘) ist die kleinere der beiden Guyou-Inseln in der Flandernbucht an der Danco-Küste des Grahamlands im Norden der Antarktischen Halbinsel. Sie liegt südlich der Isla Grande.
Wissenschaftler einer von 1952 bis 1953 durchgeführten argentinischen Antarktisexpedition benannten sie deskriptiv.